# تترای پرچمی دم‌سرخ
تترای پرچمی دم‌سرخ (نام علمی: Hyphessobrycon agulha)، گونه‌ای تترا از خانواده کاراسینان است. این ماهی آب‌شیرین، در حوضه رودخانه مادیرا در برزیل به همراه بخش‌هایی از پرو و بولیوی زندگی می‌کند و حداکثر طول آن به ۴٫۳ سانتی‌متر می‌رسد. اگرچه عمدتاً در طبیعت یافت می‌شود، اما گهگاه توسط ماهی داران نگهداری می‌شود و گاهی با تترای نئون اشتباه گرفته می‌شود. این ماهی در وهله اول یک حشره خوار است، اگرچه مواد گیاهی نیز می‌خورد. در نظر گرفته می‌شود که گروهی با گونه‌های دیگر در Hyphessobrycon تشکیل می‌دهد، زیرا آنها نوار تیره‌ای را در طول طول دارند.
با اینکه نام آن از نام بومی این گونه در امتداد رودخانه مادیرا در برزیل آمده‌است، ولی این ماهی در کلمبیا و پرو نیز وجود دارد.